# Santa Coloma de les Illes
Santa Coloma de les Illes (Sainte Colombe de las Illas o Sainte-Colombe-de-Las-Illas en francès) és un poble amb església romànica de la comuna rossellonesa de Queixàs, als Aspres (Catalunya del Nord).
Està situat en el sector més al nord del terme comunal al qual pertany, a prop del termenal amb Casafabre i Cameles.
La seva església, Santa Coloma de Montoriol de les Illes, o, simplement, de les Illes, està situada 825 metres en línia recta al sud del poble, enlairada en un coster de l'esquerra del Còrrec de l'Església, uns 55 metres respecte del poble.
El poble forma part de la "Xarxa Columba". Creada el 2006, és un agermanament de 10 poblacions que tenen el nom comú de Santa Coloma.

## L'església
És un petit edifici romànic, originalment de nau única, desdoblada en una segona de paral·lela en el decurs del segle xiv o del XV. L'església és rematada per un petit campanar d'espadanya de dues obertures. La marededéu gòtica (del segle xiv) de Santa Coloma, en marbre, que s'hi venerava, fou robada fa alguns anys.

## Història
La població havia tingut una certa importància en el passat: 60 habitants; actualment, hom li atribueix una població de 8 habitants. És al nord i en la proximitat de l'església de Santa Maria de Montoriol de les Illes. El lloc hauria rebut diverses denominacions al llarg dels anys: ipsas Insulasel (941), Giramonts (963), Santa Coloma de Montoriol de les Illes ("parrochia S. Columba de Monte Auriolo de Insulis" citada el 1271), Monte Auriollo de les Ylles (segle xiv) i Santa Coloma de les Illes al segle xvii.